# Ziegelhütte (Wüstung)

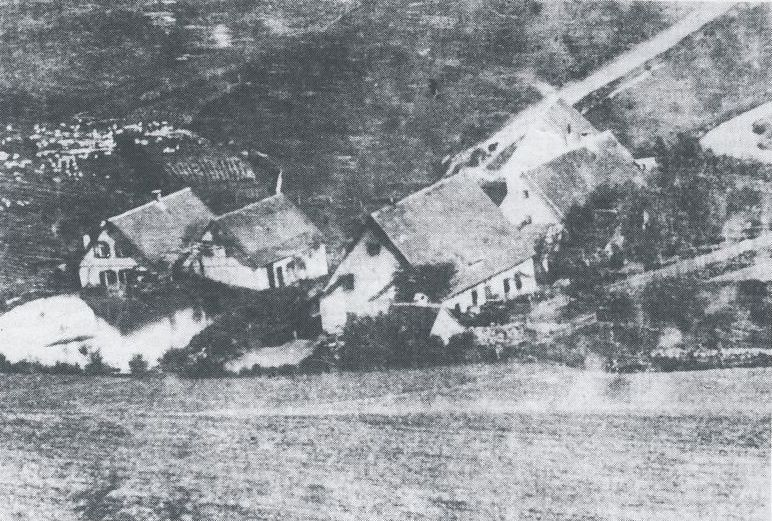
Ziegelhütte Oberkochen: Von links nach rechts: die beiden Gebäude direkt am Ölweiher gehörten dem Bohrerfabrikanten Albert Leitz, rechts davon die Ziegelei und Ökonomie- und Wohngebäude des Carl Gold, Ziegler. Der helle Bogen oben rechts ist der Kocher, das gerade Stück Weg links oben ist der Vizinalweg Nr. 9, später Ziegelstraße, später Wacholdersteige, heute Leitzstraße. Foto von Wilhelm Boppel, 14. Oktober 1876.

Ziegelhütte war von 1847 bis 1912 der Name eines Wohnplatzes, der als Ortsteil zu Oberkochen gehörte. Namensgeber war eine Ziegelhütte, die von 1840 bis 1919 beim Ölweiher in der heutigen Leitzstraße von Oberkochen existierte.

## Geschichte
Die Ziegelhütte wurde im Jahre 1840 von Johann Michael Gold neben der seit 1498 bestehenden Schleifmühle am Ölweiher erbaut. Johann Michael Gold hatte 5 Söhne, die die Belegschaft bildeten und den Oberkochener Unternehmer in unermüdlicher Arbeit zum »Lettabaron« machten.
Um 1906 war dessen Sohn Carl Gold, Ziegler, (1849–1930) Besitzer der Ziegelei. Der Begriff »Ziegler« ist dabei der bis heute erhaltene Hausname. Unter Carl Gold verschlechterte sich der Umsatz und die Qualität der Ziegel, weil sich im »Letta« genannten Lehm Kalkeinschlüsse befanden, so dass im Laufe der Zeit aus den daraus gebrannten Dachziegeln, wenn sie feucht wurden, kleine Teile herausgesprengt wurden. Daher verkaufte er das Anwesen an die schnell expandierende Bohrerfabrik Leitz am Ölweiher.
Die Gebäude lagen am Vizinalweg Nr. 9 (350/5), der erst nach dem Abbruch der Ziegelhütte in Ziegelstraße umbenannt wurde. Nach dem Zweiten Weltkrieg wurde die Ziegelstraße in Wacholdersteige und in den 1970er Jahren im oberen Teil in Leitzstraße umbenannt.